# Semana Roja

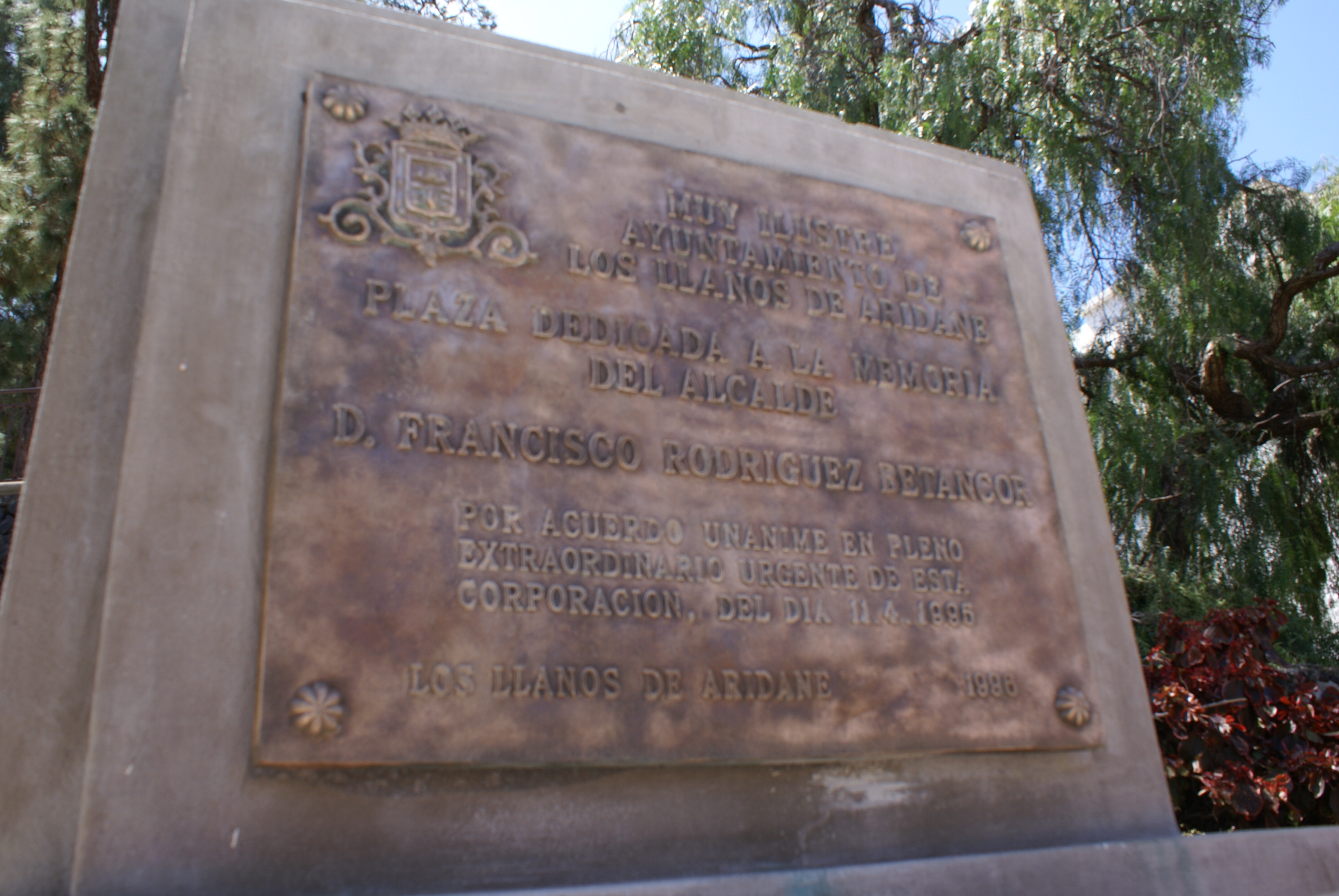
Placa dedicada à memória do prefeito Francisco Rodríguez Betancourt, assassinado depois do golpe de estado do general Franco, nos Planos de Aridane (A Palma).

Como na Semana Vermelha (18 de julho - 25 de julho de 1936) se conhece ao período de tempo que medeia, na ilha de La Palma (Canárias), entre o levantamento militar que daria lugar à Guerra Civil espanhola e a chegada da canhoneira Canalejas à cidade de Santa Cruz da Palma. Durante este período mantém-se na Palma a legalidade republicana.
Nos dias anteriores ao 18 de julho de 1936, o então Comandante Geral do Archipiélago, general Francisco Franco, cursa ordens para que as guarniciones em Canárias iniciem o golpe contra o Governo da República. Assim, o comandante Baltasar Gómez Navarro, desembarca na Palma com instruções para iniciar o levantamento militar. No entanto, o contingente militar era escasso e limitado a 25 soldados, e ademais a mobilização imediata dos partidários da República impediu servir do factor surpresa.
Nesses momentos era Delegado do Governo na ilha Tomás Yanes Rodríguez, de Esquerda Republicana. Ao chegar as notícias do golpe a Frente Popular declara a greve geral, e formam-se as milícias populares mas a Delegação de Governo não autoriza a tomada do quartel militar e trata de evitar sempre que as organizações operárias tomem demasiado poder (nestes momentos destaca a figura do comunista José Miguel Pérez, e em alguns municípios como Tazacorte as organizações comunistas têm uma grande importância).
À chegada do cañonero Canalejas a Delegação do Governo decide não oferecer nenhum tipo de resistência armada e ordena desmovilizar às milícias populares confiando em que o Governo da República mande reforços, que o golpe fracasse e que a legalidade se restabeleça em toda a nação.